# Louis Legrand
Louis Legrand, S.S. (Lusigny-sur-Ouche, Borgonha, 12 de junho de 1711 — Issy, Île-de-France, 21 de julho de 1780) foi um padre e teólogo sulpiciano francês, e Doutor da Sorbonne.

## Vida
Após estudar filosofia e teologia no Seminário de Saint-Sulpice, Paris, Legrand ensinou filosofia em Clermont, de 1733 a 1736, e depois retomou os seus estudos em Paris, onde ingressou na Sociedade de Saint-Sulpice em 1739 e obteve o licenciatura em 1740. Ensinou teologia em Cambrai, de 1740 a 1743, foi superior do seminário em Autun, de 1743 a 1745, e, tendo sido chamado de volta a Paris, recebeu o grau de Doutor em Teologia da Sorbonne em 1746. A partir de então permaneceu no Seminário de Saint-Sulpice em várias funções. Nomeado diretor de estudos em 1767, exerceu nesta qualidade uma influência sobre os jovens seminaristas da França, que se preparavam para obter os seus graus na Sorbonne. Como Doutor da Sorbonne foi chamado a desempenhar um papel proeminente na formulação das decisões e censuras da faculdade de teologia; naquele período intenso de oposição ao dogma cristão, esteve centralmente envolvido na sua defesa.

## Obras
Foi Legrand quem escreveu a condenação de Emílio, ou Da Educação de Jean-Jacques Rousseau (reimpresso no Theologiae Cursus Completus de Migne, II, col. 1111–1248).
Legrand também redigiu as censuras de Bélisaire de Marmontel e Histoire du Peuple de Dieu de Isaac-Joseph Berruyer. Ajudou a evitar uma censura de Epoques de la Nature de Buffon, em consideração à retratação do autor. A moderação e bondade de Legrand granjearam a estima e boa vontade tanto de Buffon quanto de Marmontel.
A maior parte do que Legrand escreveu foi em colaboração. Quase todos os escritos de Legrand foram incluídos por Migne no seu Theologiae Cursus Completus. Os mais importantes são:
- Praelectiones Theologicae de Deo ac divinis attributis, uma obra de La Fosse baseada no tratado de Tournély, reeditada por Legrand que acrescentou cerca de 400 páginas de matéria adicional. Reimpresso em Migne, VII.
- Tractatus de Incarnatione Verbi Divini (em Migne, IX), também baseado em Tournély.

Partes do Tractatus de Ecclesia de Legrand foram reproduzidas por Migne no seu Scripturae Sacrae Cursus Completus, IV. Na altura da sua morte, Legrand deixou um tratado inacabado, De Existentia Dei (Paris, 1812).